# Podhum, Hrvaška
Podhum je naselje na Hrvaškem, ki upravno spada pod občino Jelenje; le-ta pa spada pod Primorsko-goransko županijo.
Po tistem, ko so partizani umorili tamkajšnjo italijansko učiteljico, so italijanski vojaki 12. julija 1942 izvedli krvavo represalijo nad civilnim prebivalstvom. Ustrelili so vse moške med 16. in 64. letom starosti. Na kraju pokola stoji danes monumentalen spomenik, na katerem so navedena imena 91 žrtev pokola; ostalo prebivalstvo naselja so italijanski vojaki odvedli v koncentracijska taborišča, vas pa požgali.

## Demografija
| Pregled števila prebivalcev po letih | Pregled števila prebivalcev po letih | Pregled števila prebivalcev po letih | Pregled števila prebivalcev po letih | Pregled števila prebivalcev po letih | Pregled števila prebivalcev po letih | Pregled števila prebivalcev po letih | Pregled števila prebivalcev po letih | Pregled števila prebivalcev po letih | Pregled števila prebivalcev po letih | Pregled števila prebivalcev po letih | Pregled števila prebivalcev po letih | Pregled števila prebivalcev po letih | Pregled števila prebivalcev po letih | Pregled števila prebivalcev po letih |
| ------------------------------------ | ------------------------------------ | ------------------------------------ | ------------------------------------ | ------------------------------------ | ------------------------------------ | ------------------------------------ | ------------------------------------ | ------------------------------------ | ------------------------------------ | ------------------------------------ | ------------------------------------ | ------------------------------------ | ------------------------------------ | ------------------------------------ |
| 1857                                 | 1869                                 | 1880                                 | 1890                                 | 1900                                 | 1910                                 | 1921                                 | 1931                                 | 1948                                 | 1953                                 | 1961                                 | 1971                                 | 1981                                 | 1991                                 | 2001                                 |
| 754                                  | 691                                  | 818                                  | 966                                  | 973                                  | 1036                                 | 1117                                 | 1306                                 | 624                                  | 913                                  | 1060                                 | 1201                                 | 1141                                 | 1187                                 | 1343                                 |